# Charlotte Hughes
Charlotte Marion Hughes (née Milburn ; 1er août 1877 – 17 mars 1993) était une supercentenaire britannique. À 115 ans et 228 jours, elle est la deuxième personne ayant vécu le plus longtemps au Royaume-Uni jamais recensée.

## Biographie
Née à Hartlepool la quarantième année du règne de la reine Victoria, elle vécut sous le règne de cinq autres monarques et de 24 Premiers ministres britanniques. Hughes grandit à Middlesbrough, dans le Yorkshire, où son père tenait un magasin de musique. Elle travailla comme institutrice dans une école primaire dès l'âge de treize ans et épousa Noel Hughes, capitaine de l'armée à la retraite, après avoir pris sa retraite à 63 ans. Ils restèrent unis jusqu'à son décès en 1979, à l'âge de 88 ans. Son père, Herbert Milburn, décéda à 93 ans, tandis que sa mère, Annie, mourut à 92 ans. Elle avait trois frères cadets : Herbert, Henry et Reginald. Herbert est décédé à 58 ans, Henry à 80 ans et Reginald à 62 ans.
Elle est restée en bonne santé jusqu'à un âge avancé et a acquis une renommée publique pour sa longévité, notamment en prenant le thé avec Margaret Thatcher, alors Première ministre britannique, en 1985. Elle lui a conseillé en plaisantant de ne pas la serrer dans ses bras, Hughes étant une partisane du Parti travailliste. Thatcher a répondu : « Tant pis, prenons une tasse de thé.» Hughes a cependant admis apprécier Thatcher et l'a décrite comme une « femme très gentille ». Pour son 110e anniversaire, elle s'est envolée pour New York à bord du Concorde, devenant l'une des deux seules passagères supercentenaires jamais recensées. Elle a séjourné quatre jours à l'hôtel Waldorf-Astoria, tous frais payés, et a rencontré le maire de l'époque, Ed Koch.
Hughes est devenue la personne la plus âgée du Royaume-Uni [ancre brisée] à la mort de Kate Begbie, d'Écosse, en 1988. Début 1992, elle a battu le record national de longévité, détenu jusqu'alors par Anna Eliza Williams. Hughes a vécu chez elle à Marske-by-the-Sea jusqu'en 1991, date à laquelle elle a été transférée dans une maison de retraite à Redcar, devenant trop fragile pour prendre soin d'elle-même. Elle a également passé ses dernières années en fauteuil roulant, tout en restant alerte et vive d'esprit jusqu'à la fin de sa vie. Ses proches la décrivaient comme « extrêmement dominatrice, franche et vive, mais aussi amicale et pleine d'esprit ».
Charlotte Hughes n'a jamais été interrogée par des démographes ou d'autres chercheurs sur la longévité, bien que l'historien Peter Laslett ait examiné les documents relatifs à son cas.
Son record de personne la plus âgée du Royaume-Uni a tenu 33 ans avant d'être battu par la doyenne de l'humanité Ethel Caterham le 7 avril 2025.